# Liste over danske dampskibe
Dette er en liste over danske dampskibe. Listen er baseret på oplysningerne i Holger Munchhaus Petersens tre-binds værk Danske dampskibe indtil 1870, og følger kronologien i hans liste i bind III. Eftersom hertugdømmerne Slesvig og Holsten var en del af det danske rige indtil 1864, omfatter listen også skibe hjemmehørende i dette område i perioden. I sin nuværende form viser listen de første dampskibe, og der arbejdes på at udbygge den.

## Skibene
Det anførte årstal er det år, skibet kom i dansk ejerskab. En del fartøjer var aktive i andre lande inden anskaffelsen, især i Storbritannien. 
| År   | Navn                  | Værft                        | Tonnage | Beskrivelse | Illustration |
| ---- | --------------------- | ---------------------------- | ------- | --- | ------------ |
| 1819 | Caledonia             | John Wood & Co, Port Glasgow | 101     | En hjuldamper, bygget for Caledonia Steam Boat Co og søsat 27. april 1815. Købt af James Watt junior in april 1817 og forsynet med nyt maskineri fra Boulton and Watt, hvor han var medejer. I maj 1819 købt af den danske jurist (og senere diplomat) Steen Andersen Bille (1781-1860), som havde fået kongelig eneret på dampskibsdrift mellem København og Kiel. I 1822 blev skibet solgt til Lauritz Nicolai Hvidt - også fra København - og skibet blev ophugget der i 1841. |              |
| 1824 | Prindsesse Wilhelmine | Richard Pearson & Co, Thorne | 120     | En hjuldamper, bygget som Kingston i 1821 til Hull Steam Packet Company, der var oprettet af investorer fra Thorne, blandt andet værftsejeren Richard Pearson. Gik i rutefart mellem Hull og London indtil 1823, da der kom et større skib på ruten. Blev derefter brugt mellem Hull og Antwerpen til 8. marts 1824, da skibet blev købt af den danske grosserer Frederik August Hagen for 5.000 £. I Danmark blev fartøjet indsat på en rute mellem København, Travemünde og Lübeck, og foretog desuden lystsejladser på Øresund. I november 1833 blev skibet solgt til Øresunds Toldkammers Fattigkasse i Helsingør. Der blev installeret nye maskiner i 1838, men i 1844 blev maskineriet fjernet, fordi det skulle bruges i det nye skib Hertha. Skroget blev solgt til Jens Steffen Kaas i København, og han ombyggede skibet til en tre-mastet skonnert, og gav det navnet Hydra. Fartøjet forliste i marts 1870, men blev senere hævet og solgt til svenske ejere i oktober 1870. I årene 1870-1877 var det registreret som ejet af L. Cramér i Rone, Gotland med navnet Maria Karolina. |              |
| 1824 | Kiel                  | Thomas Brockleby, Deptford   | 161     | Bygget af Thomas Brocklebank i Deptford med navnet Eagle i 1820, og blev året efter overført til General Steam Navigation Company, på ruten mellem London og Margate. I 1824 blev skibet solgt til den danske marine, og det ankom til København i juni samme år. Fik navnet Kiel og blev stillet til rådighed for kong Frederik 6. Da hans efterfølger, Christian 8. overtog et nyt skib, kunne Kiel lånes ud til andre opgaver. I 1844 blev skibet udlånt til havnekommissionen i Glückstadt, og da der udbrød oprør i hertugdømmerne, blev Kiel en del af den slevig-holstenske flåde. Da Treårskrigen sluttede, blev skibet leveret tilbage til den danske marine, og ankom til København i august 1851. Hjuldamperen blev sat til salg i 1851 og 1852, men uden held, så marinen fjernede maskineriet og og brugte fartøjet som sejlskib fra 1853. Kiel blev solgt til ejere i Aalborg i 1865 og fik navnet Frederik 6's Minde. Var aktivt indtil 1897, da det blev rapporteret som ophugget.                                                                                              |              |
| 1825 | Dandy                 | John Bowlt, Gateshead.       | 22      | En lille hjuldamper, bygget i 1823 som Dandy. Solgt til Louis Opfeldt fra København i 1825, omdøbt til Jylland og indsat på en rute mellem København og Aarhus. Opfeldt manglede midler til at finansiere ruten og opgav den i 1826. I stedet blev skibet sendt til Elben, hvor det udførte passagersejladser med base i Altona - og fik navnet Dandy igen. I 1843 var skibet der stadig, ejet af H. P. Ohlsen, men i 1845 var Dandy ikke længere at finde i den danske skibsliste. |              |
| 1827 | Dania                 | Sime & Rankine, Leith        | 78      | Bygget i 1823 som Quentin Durward til R. Ogilvie og G. Crichton i Leith. I 1827 købt af Laurits Christensen og registreret i København som Dania. Besejlede ruter mellem København og byer i Jylland indtil 1836. Fra 1836 til 1839 besejlede skibet ruten mellem Kalundborg og Aarhus. Ophugget i 1840. |              |
| 1828 | Mercurius             | George Graham, Harwich       | 54      | Bestilt af det danske postvæsen som etatens første dampskib, og indsat på ruten over Storebælt. Erstattet af et nyt skib i 1844 og derefter anvendt til forefaldende opgaver. Solgt i 1856 til Joseph Owen & Sønner i København, og i 1864 til Oscar Petersen i Kastrup, som gav skibet navnet Robert. Ophugget efter 1867. |              |
| 1830 | Frederik den Sjette   | Jacob Holm, Christianshavn   | 150     | Bestilt af grosserer og skibsreder L. N. Hvidt som erstatning for Caledonia. Første dampskib bygget i Danmark - med dampmaskinen som en væsentlig undtagelse. Den kom fra England. Udlånt til det danske postvæsen på ruten til Stettin i 1844. Solgt i 1845 til grosserer A. Fibiger og indsat på ruten mellem København og Flensborg. Grundstødt samme efterår og slået til vrag. |              |

## References
1. ↑  "Paddle Steamer Caledonia". clydeships.co.uk (engelsk). Caledonian Maritime Research Trust. Hentet 8. marts 2018.
2. ↑  Petersen, Holger Munchaus (1986). Fælles kræfter - Danske dampskibe indtil 1870 III. Esbjerg, Denmark: Fiskeri- og Søfartsmuseet, Esbjerg. s. 87. ISBN 87-87453-25-8.
3. ↑  "The History of Thorne - Thorne Local History Society - Waterside History & Heritage - Laurie Thorp". historyofthorne.com (engelsk). Thorne Moorends Regeneration Partnership. Hentet 10. marts 2018.
4. ↑  Petersen, Holger Munchaus (1986). Fælles kræfter - Danske dampskibe indtil 1870 III. Esbjerg, Danmark: Fiskeri- og Søfartsmuseet, Esbjerg. s. 88-89. ISBN 87-87453-25-8.
5. ↑  Preble, George Henry (1883). A chronological history of the origin and development of steam navigation (engelsk). Philadelphia, USA: L.R. Hamersly. s. 106. Hentet 20. marts 2018.
6. ↑  Petersen, Holger Munchaus (1986). Fælles kræfter - Danske dampskibe indtil 1870 III. Esbjerg, Denmark: Fiskeri- og Søfartsmuseet, Esbjerg. s. 89. ISBN 87-87453-25-8.
7. ↑  "General Steam Navigation Co". gracesguide.co.uk (engelsk). Grace's Guide Ltd. Hentet 13. februar 2020.
8. ↑  Petersen, Holger Munchaus (1986). Fælles kræfter - Danske dampskibe indtil 1870 III. Esbjerg, Danmark: Fiskeri- og Søfartsmuseet, Esbjerg. s. 89. ISBN 87-87453-25-8.
9. ↑  Petersen, Holger Munchaus (1986). Fælles kræfter - Danske dampskibe indtil 1870 III. Esbjerg, Danmark: Fiskeri- og Søfartsmuseet, Esbjerg. s. 89. ISBN 87-87453-25-8.
10. 1 2  Petersen, Holger Munchaus (1986). Fælles kræfter - Danske dampskibe indtil 1870 III. Esbjerg, Danmark: Fiskeri- og Søfartsmuseet, Esbjerg. s. 90. ISBN 87-87453-25-8.